# ایدا اینگمارسدوتر
ایدا اینگمارسدوتر (انگلیسی: Ida Ingemarsdotter؛ زادهٔ ۲۶ آوریل ۱۹۸۵) اسکی‌باز صحرانوردی اهل سوئد است.